# 325e division de sécurité
La 325e division de sécurité (en allemand : 325. Sicherungs-Division) était une unité des Sicherungstruppen (troupes de sécurité en français) de la Heer au sein de la Wehrmacht, créée en 1942, à Paris, pour la défense de la capitale française, Groß-Paris (le Grand Paris).

## Historique
Créée le 31 août 1942 à Paris, la 325e division de sécurité devait assurer la défense de Paris et regrouper toutes les unités qui y étaient jusqu'alors stationnées. En tant que telle, elle fut la seule division de sécurité à avoir été uniquement engagée sur le Front de l'Ouest, toutes les autres étant destinées à la lutte anti-partisans sur le Front de l'Est.
En mars 1944, le Generalmajor Walter Brehmer, général adjoint de la 325e division de sécurité est chargé de réduire les forces du maquis de la région Centre-Ouest de la France. Il prend le commandement d’un groupe d’unités communément désigné sous le nom de division Brehmer ou division B, qui sévira du 26 mars au 19 avril 1944, et comprenant les :
- 1 Sicherungs-Regiment qui deviendra le 941e régiment de grenadiers ;
- 5 Sicherungs-Regiment ;
- 6 Sicherungs-Regiment ;
- 190 Sicherungs-Regiment ;
- ainsi que d'autres éléments (voir Composition de la Division Brehmer)

Mi-avril 1944 : Brehmer et ses troupes regagnent leurs casernes, la 325e division de sécurité rejoint Paris.
Le 19 juin 1944, 3 bataillons de la Sicherungs-Regiment 6 attaquent le maquis de Ronquerolles, situé en limite des communes de Ronquerolles, Bornel, Belle-Église et d'Hédouville. Sur 17 résistants arrêtés par les Allemands, 11 sont fusillés à l'Isle-Adam et 2 sont déportés,,,,,.
Le 20 juillet 1944, le général Brehmer, impliqué dans le complot contre Hitler, vers 20h, à la tête de la 325e division de sécurité, désarme 1 200 membres de la SS, du SD et de la Gestapo et fait prisonnier lui-même le Brigadeführer Carl Oberg.
À 22 h 30, après l’annonce de l’attentat manqué, Brehmer et ses troupes ne sont pas inquiétés, car ils sont considérés comme de simples exécutants.
En août 1944, après le début des combats de la Libération, elle est placée sous le commandement de la 1re armée du groupe d'armées D, dans la perspective de combats pour la défense de Paris. En cet été 1944, elle comprend entre 25 et 30 000 hommes, dont seulement une minorité peut être considérée comme de véritables combattants.
Malgré les ordres d'Adolf Hitler, exigeant la complète destruction de la ville, le commandant du Groß-Paris, le General der Infanterie (= général de corps d'armée) Dietrich von Choltitz et le commandant divisionnaire de la 325.Sicherungs-Division, le Generalleutnant (= général de division) Hans Freiherr von Boineburg-Lengsfeld, passent outre et préfèrent limiter les combats lors du soulèvement de la population parisienne.
La plupart des hommes de la 325e ont quitté Paris avant sa chute ; mais la division n'ayant plus de raison d'être, ses hommes sont reversés dans les rangs des divisions qui ont le plus souffert lors des combats de Normandie.
La 325e division de sécurité est officiellement dissoute le 8 janvier 1945.

## Commandant divisionnaire
La 325e division de sécurité n'eut qu'un seul chef, de mai 1943 à août 1944. Il s'agit du  Generalleutenant Hans Freiherr von Boineburg-Lengsfeld. Il avait comme suppléant le Generalmajor Walter Brehmer.

## Théâtres d'opérations
- Paris : février 1943-août 1944
  - Attaque du maquis de Ronquerolles (6 Sicherungs-Regiment)

## Ordre de bataille
- 1 Sicherungs-Regiment; (= régiment de sécurité)
- 5 Sicherungs-Regiment;
- 6 Sicherungs-Regiment;
- 190 Sicherungs-Regiment;
- 325 Artillerie-Regiment;
- 325 Füsilier-Kompanie;
- 325 PAK-Abeilung; (= bataillon antichar)
- 325 Pionier-Abteilung; (= bataillon du génie)
- 325 Nachrichten-Abteilung; (= bataillon de transmission)